# Dorota Kamińska
Dorota Ines Kamińska (ur. 7 czerwca 1955 w Warszawie) – polska aktorka teatralna i filmowa, prezenterka telewizyjna.

## Życiorys
Po maturze zdawała egzamin wstępny na Politechnikę Warszawską, jednak zrezygnowała ze studiów inżynierskich i postanowiła wstąpić do szkoły teatralnej, którą wówczas w 1975 kończył jej starszy brat Emilian Kamiński. Rok później została przyjęta na Wydział Aktorski warszawskiej PWST, którą ukończyła w 1980.
Jej debiutem scenicznym była rola pensjonarki w spektaklu Ryszarda Marka Grońskiego Podróż po Warszawie (1977) w reżyserii Andrzeja Strzeleckiego, na deskach warszawskiego Teatru na Woli. W latach 1979–1998 związana była z Teatrem Studio im. Stanisława Ignacego Witkiewicza w Warszawie, gdzie wielkim wydarzeniem artystyczno-towarzyskim sezonu 1990/1991 była jej tytułowa rola w przedstawieniu Tamara o słynnej malarce Tamarze Łempickiej.
Występowała także w teatrach warszawskich: Teatrze za Dalekim (1988) i Teatrze Komedia (2001) oraz Wrocławskim Teatrze Komedia (2007).
Jeszcze podczas studiów zadebiutowała na dużym ekranie w filmie Krzysztofa Zanussiego Barwy ochronne (1976) jako gorliwa studentka Maria Piechowiak, zwyciężczyni konkursu. Pojawiła się gościnnie w serialach: Rodzina Połanieckich (1978), Ślad na ziemi (1978), Dom (1980), 07 zgłoś się (1981) i Życie Kamila Kuranta (1982). Pierwszą znaczącą rolę zagrała w dramacie Wojciecha Wójcika Karate po polsku (1982) jako dziewczyna plastyka-karateki (Edward Żentara). Przebojem frekwencyjnym okazała się komedia erotyczna Och, Karol (1985) z jej udziałem. W serialu W labiryncie (1990) wystąpiła w roli Danuty Mayer, żony Davida Mayera (Karol Strasburger), koleżanki Joanny Racewicz (Sławomira Łozińska).
W latach 90. prowadziła i redagowała programy – magazyn filmowy Polsatu Oscar, nocną audycję radiową w Programie I Polskiego Radia na temat kina oraz „Wytrych damski” w Naszej TV. Pisała recenzje i wywiady do czasopism: „Pani”, „Kobieta i Życie” i „Życie Warszawy”. Prowadziła również imprezy okolicznościowe.
Powszechną popularność przyniosła jej rola Mai Weber, klientki fitness clubu w sitcomie Fitness Club (1994–1995) oraz postać Renaty Lemańskiej, szefowej OPZ w serialu Polsatu Fala zbrodni (2003–2008). Za kreację matki Tani w dramacie Pręgi (2004) otrzymała nominację do nagrody Orła w kategorii najlepsza drugoplanowa rola kobieca.
W 2013 po raz pierwszy wystąpiła w Teatrze Kamienica, u boku brata – Emiliana Kamińskiego, w sztuce pt. Porwanie Sabinek (premiera 8 czerwca 2013).

## Życie prywatne
Młodsza siostra aktora i reżysera Emiliana Kamińskiego. Dwukrotnie rozwiedziona.

## Role teatralne
- 1977: Podróż po Warszawie – Ryszard Marek Groński; reż. Andrzej Strzelecki; Teatr na Woli
- 1979: Śpiew na dziewięć wieszaków – Czechow; reż. Eugeniusz Korin
- 1979: Ferdydurke – Witold Gombrowicz; reż. Zbigniew Wróbel; Teatr Studio
- 1980: Proces – Franz Kafka; reż. Zbigniew Baranowski; Teatr Studio
- 1981: Powrót Odysa – Stanisław Wyspiański; reż. Wojciech Szulczyński; Teatr Studio
- 1982: Przemiana – Franz Kafka; reż. Wowo Bielicki; Teatr Studio
- 1982: Parawany – Jean Genet; reż. Jerzy Grzegorzewski; Teatr Studio
- 1984: Tryptyk – reż. Mariusz Orski; Teatr Studio
- 1986: Opera za trzy grosze – Bertolt Brecht; reż. Jerzy Grzegorzewski; Teatr Studio im. Stanisława Ignacego Witkiewicza
- 1986: Zagraj to jeszcze raz – Woody Allen; reż. Adam Hanuszkiewicz; Teatr Studio im. Stanisława Ignacego Witkiewicza
- 1988: Pożarcie królewny Bluetki – Maciej Wojtyszko; reż. Ewa Złotowska; Teatr za Daleki
- 1988: Działania uboczne – Woody Allen; reż. Adam Hanuszkiewicz; Teatr Studio im. Stanisława Ignacego Witkiewicza
- 1989: Pielgrzymi i tułacze – Jerzy Kalina; reż. Jerzy Kalina; Teatr Studio im. Stanisława Ignacego Witkiewicza
- 1999: Morderstwo w hotelu – Clark Ron, Bobrick Sam; reż. Włodzimierz Kaczkowski; przedstawienie impresaryjne
- 2001: W obronie jaskiniowca – Becker Rob; reż. Emilian Kamiński; przedstawienie impresaryjne
- 2001: Stosunki na szczycie – Edward Taylor; reż. Jerzy Bończak; Teatr Komedia
- 2007: Przyjazne Dusze – Valentine Pam; reż. Paweł Okoński; Wrocławski Teatr Komedia
- 2012: Marilyn – życie niemożliwe – David Barbero; reż. David Foulkes; Teatr 2. Strefa
- 2013: Porwanie Sabinek – Franz i Paul Schonthan; reż. Emilian Kamiński; Teatr Kamienica

## Filmografia
- 1976: Barwy ochronne – studentka Maria Piechowiak
- 1978: Ślad na ziemi – pielęgniarka Zofia (odc. 3)
- 1978: Rodzina Połanieckich – obsada aktorska (odc. 1)
- 1981: Był jazz – koleżanka
- 1981: 07 zgłoś się – recepcjonistka Beata (odc. 14)
- 1982: Życie Kamila Kuranta – Jadwiga (odc. 4)
- 1982: Karate po polsku – Dorota, dziewczyna Piotra
- 1983: Na straży swej stać będę – Bożena
- 1984: Trapez (serial telewizyjny) – Krystyna Chojnowska
- 1985: Problemat profesora Czelawy – Wanda Czelawowa
- 1985: Och, Karol – Wanda
- 1985: Algi (spektakl telewizyjny) – obsada aktorska
- 1986: Magma (serial telewizyjny) – Natalia Ch
- 1986: Kino objazdowe – nauczycielka Danuta
- 1987: Misja specjalna – Ewa Kokocińska
- 1987: Cesarskie cięcie (film) – ciężarna Komolowa
- 1988: Teatr czasów Nerona i Seneki (spektakl telewizyjny) – Wenus
- 1988–1990: W labiryncie – Danuta, żona Mayera
- 1989: Kto zabił moją mamę? (etiuda szkolna) – obsada aktorska
- 1989: Co lubią tygrysy – Krystyna, żona Marka
- 1990: Mój izkor. Pamięci tych, którzy odeszli na zawsze – obsada aktorska
- 1990: Urodziny Kaja – obsada aktorska
- 1992: Wszystko co najważniejsze... – NKWD-zistka
- 1994–1995: Fitness Club – Maja Weber
- 1997: Opowieści weekendowe: Ostatni krąg – dziennikarka (odc. pt. Ostatni krąg)
- 1997: Kochaj i rób co chcesz – Łucja Werczakowa
- 1999: Policjanci – prokurator Szczucka (odc. 1-2, 4-6, 9-11)
- 2000: Świat według Kiepskich – Halina 2 (odc. 43)
- 2000: Sukces (film) – Natalia Szapnik
- 2000: Gunblast vodka – obsada aktorska
- 2001: Zostać miss – Malwina, choreografka konkursu miss Venus (odc. 1-13)
- 2002: Wiedźmin (serial) – Eithne (odc. 3 i 11)
- 2001: Kameleon (film) – Agata Kryńska
- 2002–2003: Gorący temat – Lucyna, żona Musiała
- 2003: Zostać miss 2 – Malwina, reżyser konkursu miss Venus (odc. 1-13)
- 2003: Psie serce – Barbara (odc.pt.Bimber)
- 2003: Na dobre i na złe – Hanna, żona Janusza (odc. 159)
- 2003: Kasia i Tomek – pani psycholog (odc.7 seria II tylko głos)
- 2003-2008: Fala zbrodni – Renata Lemańska, szefowa OPZ później BOS (odc. 1-103)
- 2004: Pręgi – matka Tani
- 2005: Profesor (etiuda szkolna) – Barbara
- 2005−2006: Pierwsza miłość – Ewa Szwajewska
- 2005: Doskonałe popołudnie – Barbara Knysok
- 2005: Biuro kryminalne – Ewa Zygula (odc. 1)
- 2006: Na dobre i na złe – Hanna, żona Janusza (odc. 255)
- 2008: Na kocią łapę – Helena Poznańska
- 2009: Tancerze – Marta Treblicka (odc. 8, 19-20)
- 2010–2011: Plebania – burmistrz Julia Bazińska
- 2010: Ojciec Mateusz – Irena Madera (odc. 37)
- 2011: Unia serc – dyrektorka szpitala (odc. 9)
- 2012: Paradoks – dyrektorka BSW (odc. 1, 8-9)
- 2012: Offline (film) – nauczycielka
- od 2013: Klan – Jadwiga „Wiga” Dębińska-Lubicz
- 2013–2015: Barwy szczęścia – Ewelina Krawczyk
- od 2018: Lombard. Życie pod zastaw – Kornelia Grandasz, matka Macieja
- 2019: Zasada przyjemności – Sawicka, sąsiadka Beaty Wieczorek (odc. 5, 8-9)
- 2020: Zakochani po uszy – Kozłowska, dyrektorka szkoły (odc. 231)
- 2024:  Ojciec Mateusz – Teresa Grybow (odc. 404)
- 2024: M jak miłość – Anna Lerman, matka Anity (odc. 1781, 1783, 1790, 1797, 1800, 1814)